# Kühnle, Kopp & Kausch
La Kühnle, Kopp & Kausch AG è stata un'azienda tedesca, che progettava e costruiva turbomacchine industriali, conosciuta in particolare per i turbocompressori destinati all'industria automobilistica. Era meglio nota come KKK (o KK&K).
Attualmente la divisione turbocompressori è di proprietà del gruppo BorgWarner, mentre le restanti attività fanno parte del gruppo scozzese Howden.

## Storia
Venne fondata nel 1899 da tre imprenditori tedeschi, Georg Adam Kühnle, Hans Kopp e Rudolf Kausch.
Nel 1983 la Motoren- und Turbinenunion (MTU) di Monaco acquisisce la maggioranza azionaria. Dopo due anni la MTU cede le quote alla Daimler-Benz, e la KK&K diventa parte della stessa.
Nel 1997 il gruppo BorgWarner rileva KK&K e ne scorpora la divisione turbocompressori col nuovo nome di 3K-Warner Turbo Systems, che nel 1999 diventa BorgWarner Turbo Systems in seguito all'acquisizione di Schwitzer.
Nel luglio 2006 BorgWarner cede tutte le restanti attività KK&K alla Siemens Power Generation. Il 22 novembre 2006 diventa parte di Siemens AG. Il 12 giugno 2007 la società viene rinominata Siemens Turbomachinery Equipment GmbH (STE).
Nell'ottobre 2017 Siemens Turbomachinery Equipment viene rilevata dal gruppo Howden.

## Prodotti
Le turbine a vapore della Kühnle, Kopp & Kausch vengono impiegate per impianti di generazione elettrica o nell'industria in generale. Compressori vengono usati nell'industria del trattamento delle acque. Ventilatori vengono impiegati negli impianti di generazione elettrica e acciaierie.

### Turbocompressori
L'ex KK&K, ora BorgWarner Turbo Systems, è una delle più famose imprese del settore, insieme all'americana Garrett Systems, alla britannica Holset e alla giapponese IHI Group.
L'azienda si è inoltre distinta nelle varie competizioni, anche di Formula 1 (sono suoi ad esempio i turbocompressori che hanno equipaggiato varie vetture della Scuderia Ferrari come la 126 C4) oltre a vetture del Campionato mondiale sportprototipi come Porsche 962 e Sauber C9 e del Campionato Mondiale Rally come la Lancia Delta.